# Dreiband-Europameisterschaft 1932

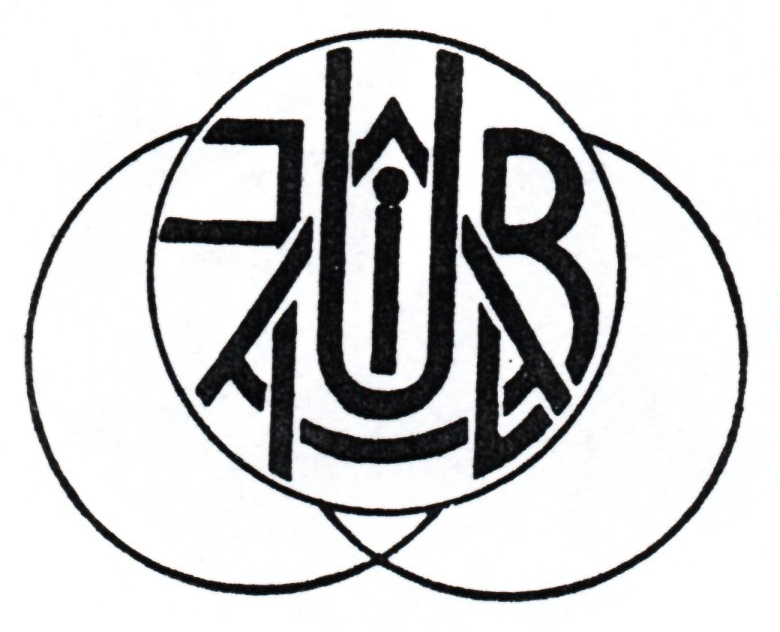
Logo UIFAB (ausrichtender Verband)

Die Dreiband-Europameisterschaft 1932 war das erste Turnier der Disziplin Karambolage und fand vom 25. bis 29. November 1932 in Amsterdam statt.

## Geschichte
Vor diesem Turnier wurden ausschließlich Europameisterschaften im Cadre 45/2 und 45/1 abgehalten. Einen regelmäßigen Turnus gab es noch nicht. Die nächste EM sollte drei Jahre später, 1935, stattfinden.
Sieger wurde der Schweizer Franz Aeberhard, vor Henk Robijns aus den Niederlanden. Es ist bis heute (Jan 2013) der einzige Titel für die Eidgenossen bei einer EM. Einziger deutscher Teilnehmer war Otto Unshelm, Dritter der Dreiband-WM von 1928. Ihm gelang mit 8 Karambolagen die Höchstserie des Turniers. Trotz Punktegleichstand mit dem Drittplatzierten, Claudio Puigvert aus Spanien, blieb ihm, aufgrund des schlechteren Generaldurchschnitts (GD), – mit einer Differenz von nur 59 Hundertstel – nur der fünfte Platz.

## Modus
Gespielt wurde „Jeder gegen Jeden“ bis 50 Punkte. Zuerst war es vorgesehen, nach den ersten 16 Spielen den Letztplatzierten ausscheiden zu lassen und das Turnier mit acht Spielern zu beenden. Kurzfristig wurde dann entschieden, das gesamte Turnier mit allen neun Spielern durchzuspielen.

## Abschlusstabelle

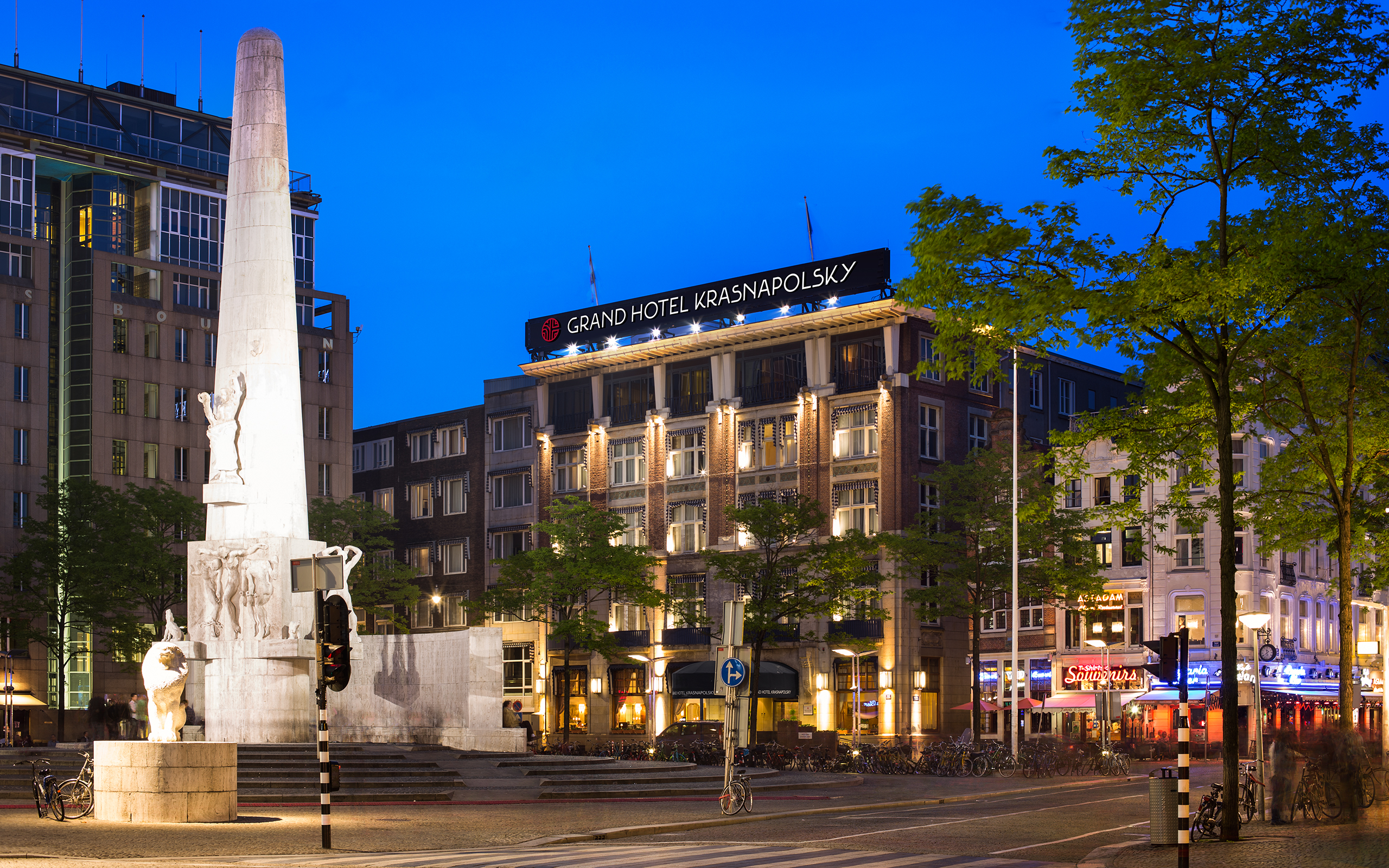
Grand Hotel Krasnapolsky

| MP    | Match Points (Sieger = 2; Unentschieden = 1; Verlierer = 0) |
| Pkte. | Erzielte Karambolagen                                       |
| Aufn. | Benötigte Versuche                                          |
| GD    | Generaldurchschnitt                                         |
| BED   | Bester Einzeldurchschnitt eines Spielers                    |
| HS    | Höchstserie                                                 |
|       | Bester GD des Turniers                                      |
|       | Bester ED des Turniers                                      |
|       | Beste HS des Turniers                                       |
|       | 1. Platz (Gold)                                             |
|       | 2. Platz (Silber)                                           |
|       | 3. Platz (Bronze)                                           |

| Endklassement              | Endklassement    | Endklassement | Endklassement | Endklassement | Endklassement | Endklassement | Endklassement |
| Platz                      | Name             | MP            | Pkte.         | Aufn.         | GD            | BED           | HS            |
| -------------------------- | ---------------- | ------------- | ------------- | ------------- | ------------- | ------------- | ------------- |
| 1                          | Franz Aeberhard  | 14:2          | 399           | 605           | 0,659         | 0,862         | 6             |
| 2                          | Henk Robijns     | 12:4          | 381           | 531           | 0,717         | 0,952         | 7             |
| 3                          | Claudio Puigvert | 10:6          | 378           | 616           | 0,613         | 0,877         | 6             |
| 4                          | Jacques Davin    | 10:6          | 365           | 611           | 0,597         | 0,847         | 6             |
| 5                          | Otto Unshelm     | 10:6          | 362           | 653           | 0,554         | 0,684         | 8             |
| 6                          | Jean Faniel      | 8:8           | 360           | 624           | 0,576         | 0,892         | 5             |
| 7                          | Carel B. Koopman | 4:12          | 333           | 642           | 0,518         | 0,735         | 7             |
| 8                          | Ernst Reicher    | 4:12          | 312           | 612           | 0,509         | 0,595         | 6             |
| 9                          | Jákab Pap        | 0:16          | 246           | 700           | 0,351         | –             | 5             |
| Turnierdurchschnitt: 0,560 |                  |               |               |               |               |               |               |